# Maria José Vázquez Arias
Maria José Vázquez Arias (Ponferrada, el Bierzo, 1951) és una activista social catalana. Va estudiar Filosofia i Lletres i va ser funcionària de l'Ajuntament de l'Hospitalet de Llobregat. Als nou mesos va patir la poliomielitis i es va veure obligada a fer servir una cadira de rodes. Des de 1973 és una destacada activista en favor dels drets de les persones amb discapacitat. El 1979 va protagonitzar el tancament al SEREM de Barcelona, la qual cosa va desembocar en la creació dels primers òrgans de participació de les persones amb discapacitat a l'Ajuntament de la ciutat. Més tard va fundar la Coordinadora de Grups de Base de Persones amb Disminució Física de Catalunya i va participar en la creació de la Coordinadora Estatal de Minusvàlids Físics d'Espanya.
Va ser impulsora de la Junta Rectora del Patronat de Disminuïts —actual Institut Municipal de Persones amb Discapacitat (IMPD)—, i ha estat representant de les persones amb discapacitat física en aquest òrgan des de les primeres eleccions que s'hi van realitzar. Aquesta circumstància li ha permès fer un seguiment continuat de les actuacions municipals per a la integració i la millora de l'accessibilitat d'aquest col·lectiu de persones en tots els àmbits de la vida ciutadana.
També ha estat representant del sindicat CCOO al Consell Estatal de l'IMSERSO i a l'Institut Català d'Assistència i Serveis Socials de la Generalitat de Catalunya (ICASS), i responsable del seguiment dels Jocs Paralímpics de Barcelona '92 i del Fòrum 2004 en representació de les persones amb discapacitat. És membre del Consell Nacional d'Iniciativa per Catalunya - Verds.
Actualment és membre del Consell Rector de l'IMPD, on ha estat impulsora de diferents comissions i actualment presideix la Comissió de Transport d'aquest institut. També és membre del Consell de Ciutat de Barcelona. A més, és vocal de la Junta Directiva de l'Associació de Disminuïts de Sants-Montjuïc de Barcelona, presidenta d'ECOM (moviment associatiu de persones amb discapacitat física). El 2005 va obtenir la Medalla d'Honor de Barcelona.